# Соната для фортепіано № 3 (Бетховен)
Соната для фортепіано № 3 op. 2 № 3, до мажор, Л. ван Бетховена — друга з циклу трьох сонат op. 2, присвячених Йозефу Гайдну. Написана в 1796 році і належить до раннього періоду творчості композитора.
Складається з чотирьох частин:
1. Allegro con brio (C-dur)
2. Adagio (E-dur)
3. Scherzo. Allegro (C-dur)
4. Allegro assai(C-dur)